# François Stephanus Malan
Pour les articles homonymes, voir Malan.
François Stephanus Malan (12 mars 1871–31 décembre 1941), est un homme politique sud-africain, membre du parti sud-africain, député de la circonscription de Malmesbury (1910-1924), sénateur, ministre de l'Éducation (1910-1921), des Mines et de l'Industrie (1912-1924) puis de l'Agriculture (1920-1921) dans les gouvernements de Louis Botha et de Jan Smuts.

## Biographie

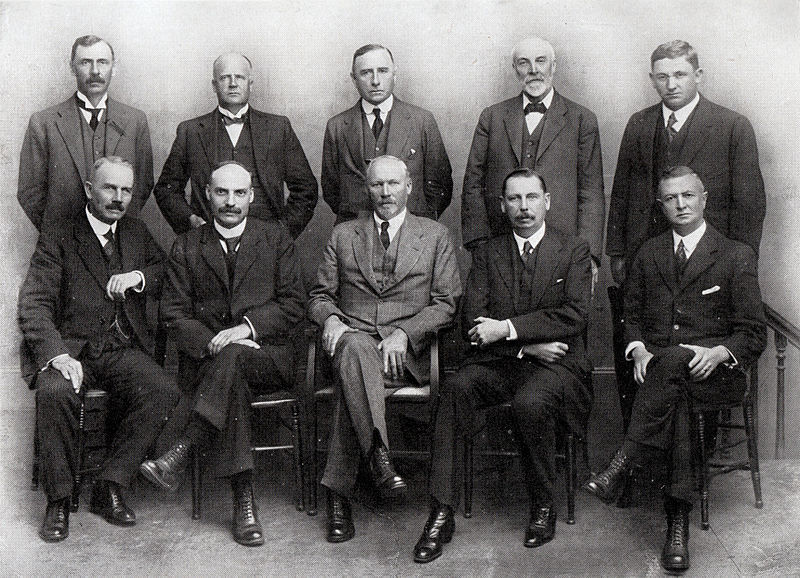
Le gouvernement Smuts en 1923
F.S. Malan est au 1er rang, 2e en partant de la gauche.

D'ascendant française et huguenote, fils d'un fermier de la colonie du Cap, Daniel Gerhardus Malan (1845-1928) et de Elizabeth Johanna Malan (1848-1926), F.S. Malan est né à Leeuwenjacht, près de Paarl dans la région du Cap. Malan fait ses études au Victoria College à Stellenbosch puis à l'université du Cap de Bonne-Espérance et enfin au Christ's College à l'université de Cambridge (1894).
Inscrit au barreau du Cap en 1895, il n'exerce jamais sa profession d'avocat et devient rédacteur en chef du journal Ons Land publié en langue néerlandaise.
Il épouse Gerbrecht Johanna Brummer (1871-1926) en septembre 1897. De leur union nait Jacques Malan en 1898 et Wilhelmina Tokai Malan (née en 1903). 

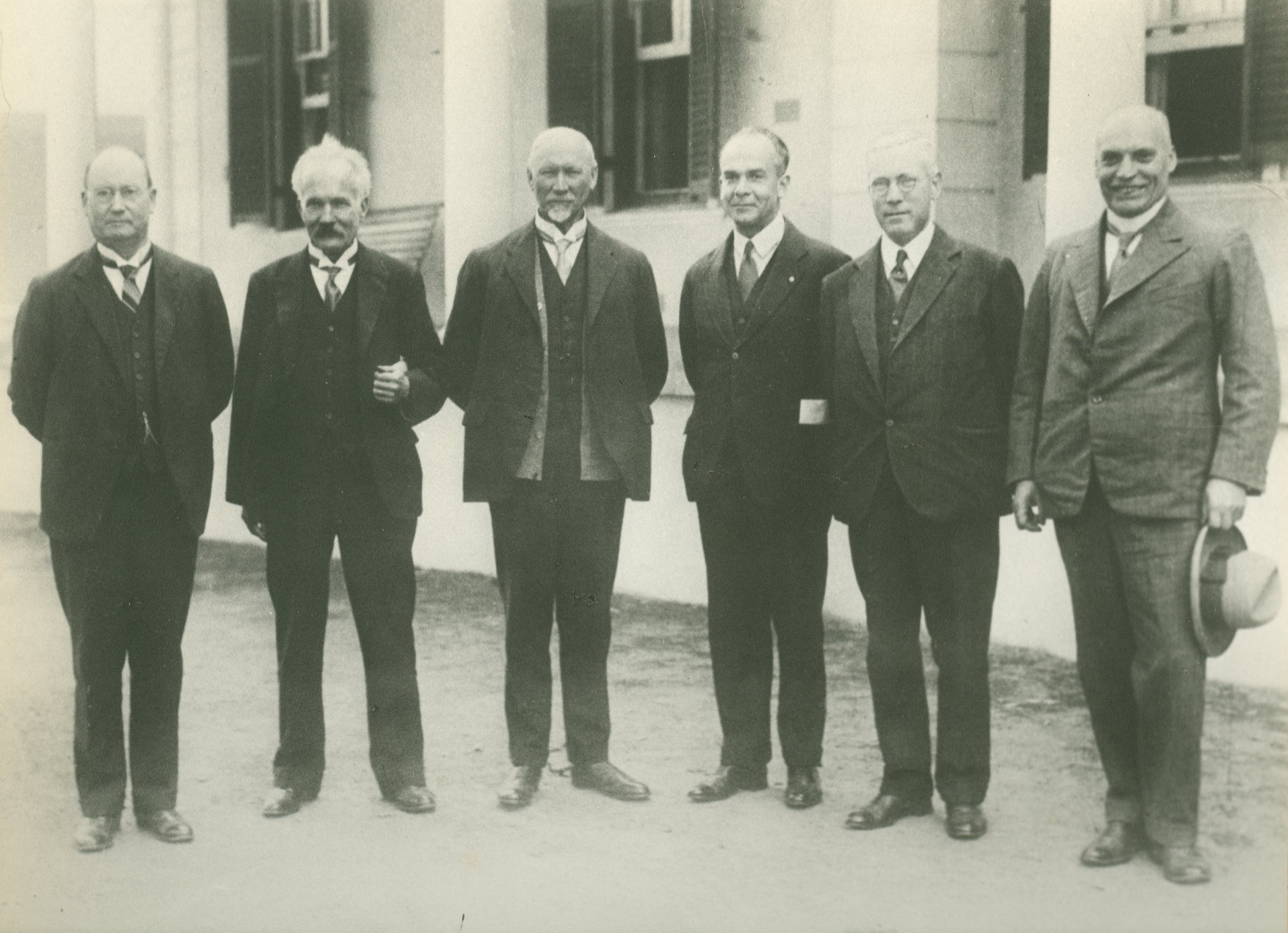
DF Malan, CJ Langenhoven, Jan Smuts, Hendrik Johannes Van der Byl, Petrus Johannes Du Toit et François Stephanus Malan en 1931 à l'université de Stellenbosch

Opposé à Cecil Rhodes et au parti progressiste du Cap, il participe à la chute du gouvernement de William Philip Schreiner en 1902. Sympathisant des républiques boers, il est condamné à un an d'emprisonnement durant la seconde guerre des Boers pour avoir publié une lettre dénonçant les camps de concentration britanniques.
En 1900, Malan est élu à l'assemblée du Cap sous les couleurs de l'Afrikaner Bond dont il devient ensuite le chef. En 1908, il quitte son poste à Ons land pour devenir ministre de l'agriculture de la colonie du Cap dans le gouvernement de John X. Merriman. Partisan de la réconciliation entre Afrikaners et Britanniques d'Afrique du Sud, il soutient aussi une politique progressiste concernant les populations de couleur. Lors des négociations constitutionnelles de 1909, il propose sans succès que le système électoral du Cap, octroyant sous condition le droit de vote aux noirs, soit étendue aux 3 autres colonies britanniques du Transvaal, du Natal et de l'Orange. En 1910, il est élu au parlement de l'Union sud-africaine, rejoint le parti sud-africain et devient ministre de l'Éducation de Louis Botha. En 1912, il devient ministre des Mines et en avril 1920 devient ministre de l'Agriculture dans le gouvernement de Jan Smuts. Il est Premier ministre par intérim durant 8 mois à l'occasion du déplacement de Botha et Smuts en Europe lors de la conférence de Paris en 1919.
En 1927, Malan est élu au Sénat.
Veuf depuis 1926, il épouse Anna Elizabeth Jacoba Brummer (1875-1967) en 1928.
En 1936, il vote contre l'abrogation des listes électorales qui étaient réservées aux noirs de la province du Cap. Malan devient président de la chambre haute en janvier 1940. Il meurt le 31 décembre 1941 au Cap.
F. S. Malan est le frère de Charles Wynand Malan.

## Sources
- Nécrologie : The Times,  2 janvier 1942